# 朱纁
朱纁（？—？），字玄甫，號𦬊泉，應天府溧陽縣人，軍籍，明朝政治人物。

## 生平
嘉靖二十二年（1543年）癸卯科應天府鄉試第五十四名舉人。嘉靖三十二年（1553年）癸丑科会试一百七十二名，未廷试，三十八年（1559年）中式己未科三甲第七十五名進士。授中书舍人，升礼部主事、礼部仪制司署员外郎。四十三年四月升尚宝司丞。

## 家族
曾祖朱斌；祖父朱謙；父朱傳，母賈氏。永感下。兄朱綋、朱綖、朱绅、朱縚。